# Internetes rádió
Az internetes rádió (online rádió) olyan rádiós műsorszolgáltatás, melynek terjesztése internet segítségével történik.

## Technikai háttér
Az internetes rádiók indításának nincsenek olyan korlátai, mint amilyenek a korlátozottan rendelkezésre álló rádiófrekvenciákon működő rádiók esetén felmerülnek.
Nincs szakadozás, sercegés, rossz minőség[forrás?]. A világ bármely tájáról területi elhelyezkedés nélkül hallgathatjuk kedvenc online rádióinkat.
Sok esetben még stúdiót sem tartanak fenn, a teljes műsort számítógépes szoftverrel állítják elő. A stúdióban összeállított hangjelet számítógépen, vagy külön erre szolgáló eszközzel digitalizálják, hangtömörítési eljárásnak vetik alá, és interneten továbbítják egy szerver felé. Amennyiben a műsor teljes egészében szoftver segítségével készül, ezt a folyamatot maga a szoftver is elvégezheti. Ezután a szerver továbbítja a hallgatók felé a műsort. Az, hogy egyszerre hányan hallgathatnak egy adást, függ attól, hogy milyen feltöltési sávszélességgel rendelkezik a szerver. Egy internetes rádióadás tömörített hangjelének sávszélessége hangminőségtől függően jellemzően 24 és 256 kilobit között van másodpercenként, ezt az adatmennyiséget kell továbbítani külön minden egyes hallgató számára. A szerver beiktatása azért szükséges, mert a rádióstúdiókban többnyire kis sávszélességű internet-kapcsolat van, ami nagyon kevés hallgató kiszolgálását tenné lehetővé. A hallgatók a rádióműsort kisebb adatcsomagokként kapják meg, melyek egymás után lejátszva folyamatos hanggá állnak össze. Az internetes rádiók internetre csatlakozó számítógéppel, vagy egyéb erre alkalmas eszközzel, például okostelefonnal vagy médialejátszó eszközzel hallgathatók. Külön az internetes rádiók hallgatására kifejlesztett rádiókészülékek is léteznek. Terjedőben van az eszköz és operációs rendszerektől független online rádiózás, melyhez nincs másra szükség, mint egy olyan eszközre, amelyen modern böngésző fut. Így akár ha okostelefonról vagy asztali gépről akarunk rádiózni, nincs másra szükségünk, mint egy böngészőre.

## Jogi háttér
Ha egy internetes rádió a szerzői jog hatálya alá eső tartalmakat mutat be, szerződéskötés szükséges az Artisjus és MAHASZ jogkezelő szervezetekkel, melyek részére jogdíjat kell fizetnie.

## Történet
Az első kísérleti “webcast” adásra 1994-ben került sor. Először a Real Audio technológia tette lehetővé az élő hangtovábbítást az interneten. Eleinte (1996-tól) nagyon alacsony sávszélességgel és hangminőséggel közvetítettek (8 kbps). Az első magyarországi kísérleti közvetítés a Petőfi Rádió egy délutáni műsora volt 1996. április 18-án. Ekkor még világszerte 50 alatt volt az online rádiók száma. A 2001. év folyamán az addig töretlen növekedés az USA-ban leállt és az online hallható rádiók száma egyre csökkenni kezdett. Ennek egyik oka az, hogy a csak online rádiók egyéb bevételi forrás híján anyagi csődbe jutottak – másrészt (és ezzel összefüggésben) a Napster-ügy következményeként. Eltüntek az addigi legnagyobb beruházásokkal létrehozott többcsatornás “rádió-portálok”, így a következők: OnAir.com, eYada.com, RadioSpy.com, DiscJockey.com, BroadcastAmerica.com, Netradio.com, SonicNet. Ezek a többcsatornás rádiók 1999-2000-ben élték fénykorukat. A Netradio “tündöklése és bukása” különösen jól mutatta a piac sebezhetőségét. A Netradio nem panaszkodhatott a hallgatók hiányára: üzleti jelentése szerint havi 2 millió egyedi hallgatója volt de még így sem tudta elkerülni a csődöt.